# Іванчна Гориця
Іванчна Гориця (словен. Ivančna Gorica) — поселення в общині Іванчна Гориця, Осреднєсловенський регіон, Словенія. Висота над рівнем моря: 326,1 м.